# Mount Alvernia
Mount Alvernia är en kulle i Bahamas.   Den ligger i distriktet Cat Island, i den östra delen av landet, 210 km öster om huvudstaden Nassau. Toppen på Mount Alvernia är 59 meter över havet, eller 36 meter över den omgivande terrängen. Bredden vid basen är 1,5 km. Mount Alvernia ligger på ön Cat Island.
Terrängen runt Mount Alvernia är platt. Runt Mount Alvernia är det mycket glesbefolkat, med 4 invånare per kvadratkilometer.. 
I omgivningarna runt Mount Alvernia växer i huvudsak städsegrön lövskog.